# Les Sex
Les Sex är en låt framförd av den australiensiska sångaren Kylie Minogue, inspelad till hennes tolfte studioalbum Kiss Me Once (2014). Låten skrevs av Amanda Warner, Peter Wade Keusch, Joshua "JD" Walker, William Rappaport och Henri Lanz och producerades av JD Walker och GoodWill & MGI. "Les Sex" är en pop och electropop-låt med 1980-tals influenser vars låttext rör sig kring ämnen som sex, kärlek, lekfullhet och styrka. Låten gavs ut som en marknadsföringssingel i Japan den 19 mars 2014 och mottog blandad kritik från professionella musikrecensenter. Några ansåg att den var en av skivans höjdpunkter medan andra beskrev låten som "albumutfyllnad". Minogue framförde "Les Sex" på The Old Blue Last i London och i det franska TV-programmet Le Grand Journal.

## Bakgrund och utgivning
"Sia arbetar som chefsproducent tillsammans med mig, vilket är fantastiskt och en dröm som går i uppfyllelse. Vid en tidpunkt under skapandet av skivan hade vi en mängd låtar och hon sa: 'Vi behöver lite sex med här.. Vi behöver fler heta låtar'."
2012 släppte den australienska popsångaren Kylie Minogue samlingsalbumet The Abbey Road Sessions och valde därefter att avsluta sitt samarbete med den tidigare managern Terry Blamey. Efter att ha skrivit på för Jay-Zs managementföretag Roc Nation 2013 började hon arbeta på sitt tolftestudioalbum Kiss Me Once. Hon anställde den australiensiska singer-songwritern Sia Furler som projektets chefsproducent. Under inspelningen till skivan uppmuntrade Furler Minogue att spela in flera låtar med sexuellt innehåll vilket resulterade i albumspåren "Sexercize", "Sexy Love" och "Les Sex". I en intervju med den brittiska tidskriften Daily Mirror berättade Minogue: "Först tänkte jag: 'Jag kan inte ha med dem' men sen slog det mig: 'Jo, det kan jag visst det för de är riktigt bra låtar.' Jag kunde inte kalla dem något annat, då de ju handlar om dessa saker." Den 19 mars 2014 gavs "Les Sex" ut som en marknadsföringssingel i Japan via Warner Music Japan.

## Inspelning och komposition

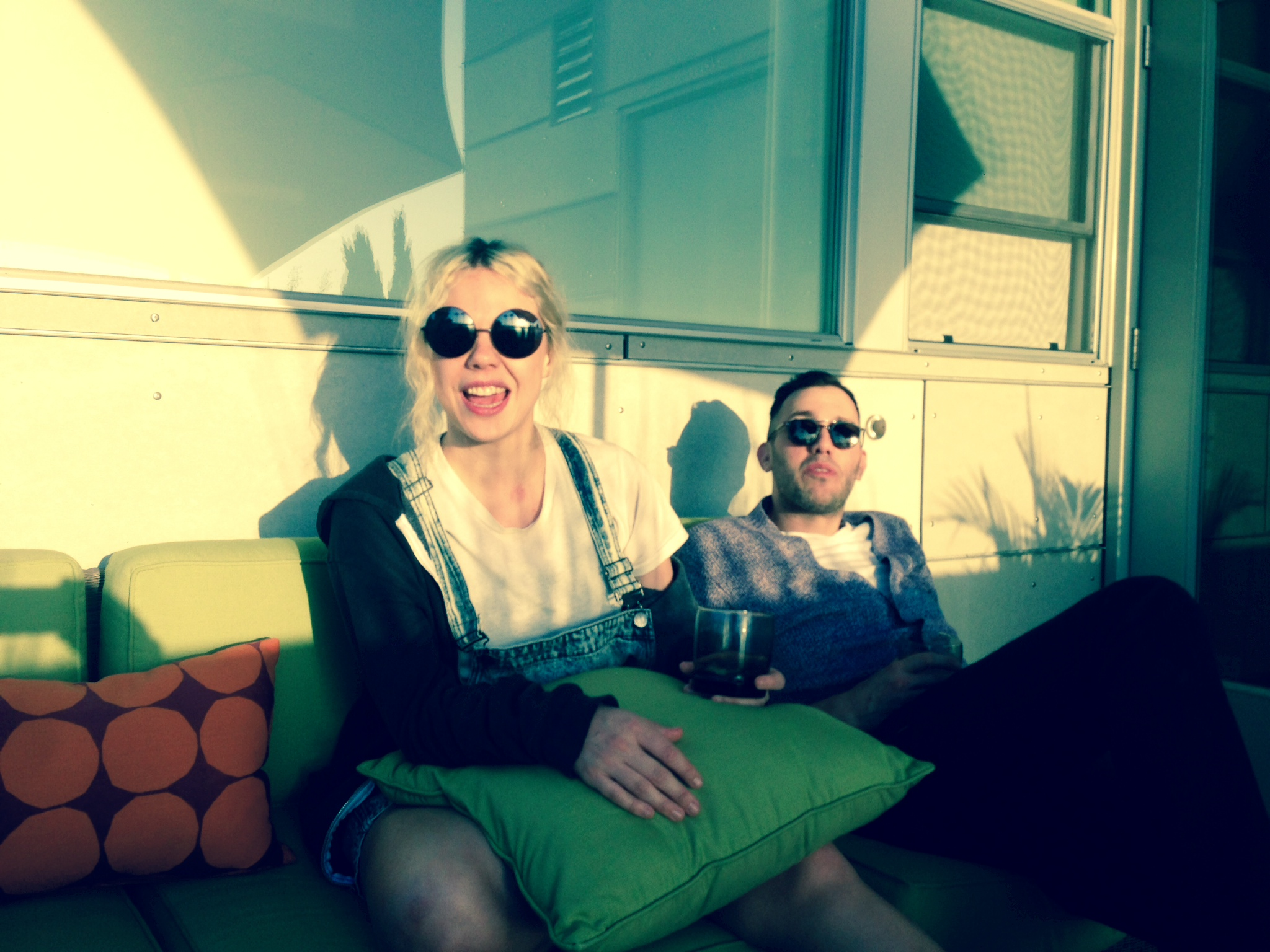
Amanda Warner och Peter Wade (mer kända som MNDR) skrev "Les Sex".

"Les Sex" skrevs av Amanda Warner, Peter Wade Keusch, Joshua "JD" Walker, William Rappaport och Henri Lanz. Låten producerades av JD Walker och GoodWill & MGI och spelades in vid Conway Recording Studios i Los Angeles, Kalifornien. Under inspelningen arbetade Geoff Pesche med mastering och Phil Tan och Daniela Rivera med ljudmix.
"Les Sex" är en pop och electropop-låt med en speltid på tre minuter och fyrtioåtta sekunder (3:49). Låtens komposition är influerad av 1980-talet med "grovskurna" och "pulserande" beats. Låttexten anspelar på kärlek, sex, lekfullhet och styrka och innehåller verser som: "When we're in the dark anything is possible/ So dim the light, slip into something comfortable". I refrängen upprepar sångaren: "Les love, les sex, les hand on les leg/ We could call it I don't care, we could call it love". Tim Sendra från Allmusic beskrev låten som "rolig" och "präglad på syntpop" medan Robbie Daw från Idolator beskrev kompositionen som ett "okomplicerat danspop-nummer".

## Mottagande
Vid utgivningen av Kiss Me Once mottog "Les Sex" blandad kritik från musikjournalister. Sendra, som förhöll sig positiv till skivan, prisade låten och ansåg att den var en av skivans bästa spår. En skribent från webbplatsen News.com beskrev låten som "intressant" och kommenterade: "Verserna låter lite som en spelande mobil hängande över en barnsäng. Den har en drivande refräng som slänger ut bitar av electro ur högtalarna. Det osar sex från den här låten." Skribenten lyfte fram verserna "Take two of these and meet me in the shadows/ If love’s a drug we’re higher than stilettos" som låtens bästa. Ryan Lathan från Pop Matters förhöll sig också positiv till "Les Sex" och skrev: "Vi lämnar över till Brooklyns Amanda Warner, aka MNDR, för att skapa en av albumets bästa låtar, 'Les Sex'. Hennes perfekta electro-pop-debut Feed Me Diamonds var väldigt lovande vid utgivningen 2012. Om den här senaste skapelsen är någon indikation kommer hennes andra album att vara minst lika bra." Han fortsatte recensionen: "Det här är en sådan låt som Minogue framför perfekt och det skulle ha varit fler sådana på skivan." Webbplatsen Pop Justice beskrev "Les Sex" som "riktigt bra" och noterade: "Det är svårt att tänka sig någon annan klara det här lika bra".
Chris Bosman, en skribent från webbplatsen COS, ansåg att "Les Sex" hade en "distinkt" 80-tals bounce och noterade: "Det är en rolig utfyllnad på dansgolvet." Joe Sweeney från Slant Magazine beskrev också låten som "utfyllnad" men att den trots det, inte förstörde "partyt". Mikael Wood från den amerikanska tidskriften The Los Angeles Times lyfte fram "Sexy Love" och "Les Sex" som albumets bästa låtar. Recensenten ifrågasatte dock det sexuella innehållet och poängterade att Minogue var 45 år. Wood skrev: "I 'Les Sex' låter det rysligt nog som att den australiensiska veteranen refererar till Viagra med versen: 'Take two of these and meet me in the shadows' vilken hon förmedlar över ett gungande funk-groove. (Blanda inte ihop 'les' med 'less'). Kitty Empire från tidskriften The Guardian jämförde låten med musik utgiven av den amerikanska artisten Lady Gaga medan en annan skribent från samma tidning var negativ mot Kiss Me Once i sin helhet och skrev: "De skrällande 80-tals syntarna och förvridna röst-samplingarna på 'Les Sex' - lite på mig, ju kortare vi diskuterar låttexten, desto bättre för oss alla - gränsar smått spännande till oljud." Duncan Seaman från The Yorkshire Evening Post utpekade "If Only" och "Les Sex" som ett försök från Minogue att låta modern och att dessa låtar inte var tidlösa."

## Liveframträdanden
Den 14 februari 2014 överraskade Minogue sina fans med ett besök på puben The Old Blue Last i Shoreditch, London. Hon framförde "Into the Blue" som övergick i "Les Sex" och avslutade besöket med "Can't Get You Out of My Head". Minogue framförde "Les Sex" och marknadsföringssingeln "Sexercize" i det franska TV-programmet Le Grand Journal den 20 mars 2014. Uppträdandet med "Les Sex" mottog positiv kritik av Jacques Peterson från webbplatsen Pop Dust. Efter att ha kritiserat Minogues framförande av "Sexercize" sa Peterson: "Kylies framförande av 'Les Sex' var mycket starkare då låtens stil passade bättre med Kylies roliga och flörtiga personlighet." Hon avslutade: "Den må vara den värsta låten på hennes nya album men 'Les Sex' är en fröjd att se live."

## Format och låtlistor
| 1. | Les Sex | 3:49 |

## Medverkande
Information hämtad från studioalbumets skivhäfte
- Kylie Minogue – huvudsång
- Amanda Warner – låtskrivare
- Peter Wade Keusch – låtskrivare
- Joshua "JD" Walker – låtskrivare, producent
- William Rappaport – låtskrivare
- Henri Lanz - låtskrivare
- GoodWill & MGI – producent
- Geoff Pesche – mastering[5]
- Phil Tan – ljudmix[5]
- Daniela Rivera – ljudmix (assistans)[5]